# Cronometro
Un cronometro (dal greco antico: χρόνος?, chrónos, "tempo" e μέτρον, métron, "misura") è un orologio progettato per avere elevata accuratezza e precisione.
Il termine cronometro viene assegnato ad un orologio dalla Contrôle Officiel Suisse des Chronomètres, una prestigiosa società di certificazione svizzera, dopo averlo sottoposto a prove da cui risulti un errore massimo compreso tra -3 e +6 secondi al giorno, per almeno quindici giorni di funzionamento in diverse condizioni di temperatura ed orientamento.
Il termine si riferisce anche ai cronometri di elevata precisione usati per determinare intervalli di tempo nelle gare sportive, anche se tecnicamente sarebbe più corretto in questo caso il termine cronografo.

## Storia
La nascita del cronometro deve essere ricondotta ad una necessità fondamentale per l'orientamento durante la navigazione.
Fino al 1750 circa infatti, i viaggi per mare erano problematici, poiché i naviganti non potevano determinare la loro longitudine non avendo a disposizione strumenti in grado di tenere il tempo. La latitudine invece è facilmente determinabile misurando l'altezza del Sole a mezzogiorno.
Per determinare la longitudine è necessario leggere l'ora segnata dall'orologio (che porta l'orario del punto di partenza) al mezzogiorno locale (che si determina osservando quando il Sole raggiunge la sua altezza massima). Tramite appositi almanacchi e tavole trigonometriche, è possibile per il navigatore determinare la propria longitudine con un cronometro osservando la posizione del Sole, della Luna, dei pianeti visibili o di 57 stelle visibili in ogni ora della notte.
Il problema era molto sentito e di grande rilevanza economica. All'epoca esistevano solo gli orologi a pendolo ma i movimenti della nave ne disturbavano eccessivamente il funzionamento.
John Harrison elaborò un orologio basato su sistema di alberi contro-oscillanti connessi da molle, del tutto insensibili ai movimenti ed alla gravità. I suoi cronometri H1 e H3 erano basati su questo sistema ma dovevano essere sospesi ed erano comunque disturbati dalla precessione e perdevano accuratezza nei viaggi lunghi.
Harrison risolse il problema con la versione H4, un orologio di 12 cm di diametro basato su una ruota a bilanciere compensata termicamente, e vinse il premio istituito dall'ammiragliato Britannico per la risoluzione del problema della longitudine.
Questo meccanismo rimase in uso fino a quando i più precisi orologi al quarzo divennero economici.
John Harrison inventò il bilanciere ed un apposito scappamento, e per questo fu ricompensato. La tecnologia divenne proprietà dell'Ammiragliato che necessitava ora di fabbricanti. Thomas Earnshaw, John Arnold ed altri si attrezzarono per lo scopo realizzando pratici cronometri con carica a molla.
Aaron Lufkin Dennison fu il pioniere della rivoluzione nella manifattura di cronometri, sviluppando la produzione in serie con tecniche adottate successivamente in tutto il mondo. La American Hamilton Watch Co sfruttò la produzione in serie per rifornire di cronometri la marina degli Stati Uniti durante la seconda guerra mondiale.
Oggigiorno gli orologi al quarzo e gli orologi atomici hanno reso obsoleti i cronometri meccanici per la tenuta del tempo standard negli usi industriali e scientifici.
La produzione di cronometri meccanici però continua, grazie anche alla produzione a basso costo, ed ogni anno vengono prodotti, solo in Svizzera, oltre un milione di cronometri certificati. Si tratta in gran parte di orologi da polso meccanici con bilanciere a molla, individualmente numerati.
Per aumentare l'efficienza di un orologio di precisione si usa per realizzare i cuscinetti degli ingranaggi il rubino (oggi prevalentemente artificiale), che è molto resistente e durevole, ed offre una resistenza meglio definita.
Spesso negli orologi è specificato il numero di rubini impiegati come indice di qualità.

## Cronometri sportivi
I cronometri sportivi sono progettati in genere per misurare il tempo a partire da un istante zero corrispondente all'inizio della gara. L'avvio e l'arresto del cronometro possono essere effettuati manualmente agendo su pulsanti oppure automaticamente. Quest'ultima soluzione, che elimina il ritardo umano, è indispensabile nelle gare di velocità, dove la vittoria o il superamento di un record sono a volte determinati dai centesimi di secondo. Il sistema di avvio può essere attivato dalla pistola che dà il segnale di partenza, oppure dal semaforo nell'automobilismo, dal cancelletto nello sci o dalla sirena nel nuoto. Il segnale di arresto può essere fornito dall'interruzione del un fascio di luce di una fotocellula, dal passaggio su di un pressostato nel ciclismo ed in alcune discipline automobilistiche o da una piastra nel nuoto. In competizioni su circuito (atletica, alcune gare di sci nordico, ciclismo, trotto...) si utilizza il sistema fotofinish, che permette di determinare senza errore l'ordine di arrivo dei concorrenti.
Nelle gare di scacchi si utilizza un doppio cronometro in cui ciascun giocatore, premendo un pulsante al termine della propria mossa, arresta il proprio orologio ed avvia quello dell'avversario. Se uno dei due giocatori termina il tempo a propria disposizione perde la partita indipendentemente dalla situazione sulla scacchiera.
Gran parte dei cronometri utilizzati nel rilevamento dei tempi in manifestazioni sportive offrono la possibilità di rilevare tempi intermedi, essere collegati ad un tabellone per la visualizzazione ed essere collegati ad un computer per l'elaborazione delle classifiche.

### Cronometro a transponder
Nelle gare motoristiche (motociclismo e automobilismo) è diffuso l'utilizzo dei cronometri a transponder. Il sistema di rilevazione dei tempi finali e dei passaggi intermedi è composto da un transponder (TRANSmitter+resPONDER) a bordo del mezzo, il quale, attivato dal campo elettromagnetico del punto di rilevamento in pista, emette un codice di identificazione del concorrente. Sul punto di rilevamento in pista è presente un loop (una spira di filo elettrico di forma rettangolare che può essere fissato al piano della pista o che può essere immerso nell'asfalto con un sistema amovibile. Questa spira è collegata al dispositivo di rilevamento computerizzato dei tempi e svolge la funzione di antenna. Al passaggio dei veicoli il campo magnetico generato dal loop interrato attiva il transponder che emette il codice identificativo ricevuto dal sistema di rilevamento automatico dei tempi.